# Tiểu Tân
Tiểu Tân (chữ Hán: 小辛, trị vì: 1373 TCN – 1353 TCN), tên thật Tử Phạm (子颂), là vị vua thứ của 20 nhà Thương trong lịch sử Trung Quốc.

## Thân thế
Tiểu Tân là con thứ của Tổ Đinh (祖丁) - vua thứ 16 nhà Thương và là em của Dương Giáp (陽甲) và Bàn Canh (盘庚) - vua thứ 18 và 19 nhà Thương. Khoảng năm 1374 TCN, Bàn Canh qua đời, Tiểu Tân lên nối ngôi.

## Trị vì
Trong thời gian Tiểu Tân làm vua, nhà Ân lại suy yếu. Người nhà Ân nhớ tới công đức của vua anh Bàn Canh nên soạn ra 3 thiên "Bàn Canh" để tưởng nhớ.
Khoảng năm 1353 TCN, ông qua đời, ở ngôi tất cả 21 năm (có tài liệu ghi 3 năm). Em ông là Tiểu Ất (小乙) lên nối ngôi .
Giáp cốt văn khai quật tại Ân Khư ghi ông là vua thứ 19 của nhà Thương .
Hạ Thương Chu đoạn đại công trình - dự án nghiên cứu của các sử gia hiện đại Trung Quốc - xác định thời gian trị vì của ông cùng vua trước là Bàn Canh và vua sau là Tiểu Ất trong khoảng từ 1300 TCN đến 1251 TCN, tức là thời gian cai trị của ông bắt đầu khoảng sau năm 1300 TCN và kết thúc trước năm 1251 TCN, muộn hơn số liệu đã dẫn khoảng 100 năm.